# どんな時でもHold Me Tight
どんな時でもHold Me Tight(どんなときでも ホールド・ミー・タイト)は、BAADの1枚目のデビューシングル。

## 内容
テレビ朝日系「君といつまでも」オープニングテーマ。ジャケットには、山田恭二しか映っていないが、表題曲を歌う時のテレビ出演では、メンバー全員で登場している。冒頭のイントロでは、明石昌夫のプログラミングの音、その次がメンバーである大田紳一郎のギターソロで、カップリングの「眩しいRomance」は葉山たけしのギターソロから始まっている。

## 収録曲
1. どんな時でもHold Me Tight
作詞:山田恭二 作曲:瀬木祐未子 編曲:明石昌夫
2. 眩しいRomance
作詞:山田恭二 作曲:多々納好夫 編曲:葉山たけし
3. どんな時でもHold Me Tight(inst.)

## 参加ミュージシャン
- 山田恭二 - ボーカル
- 大田紳一郎 - ギター、コーラス(#2)
- 小林正道 - ベース
- 新井康徳 - ドラム
  - 明石昌夫 - プログラミング(#1)
  - 葉山たけし - ギター(#2)
  - 生沢佑一（TWINZER） - コーラス(#1)
  - 小野塚晃（DIMENSION） - ピアノ(#2)